# Máscara tatanua

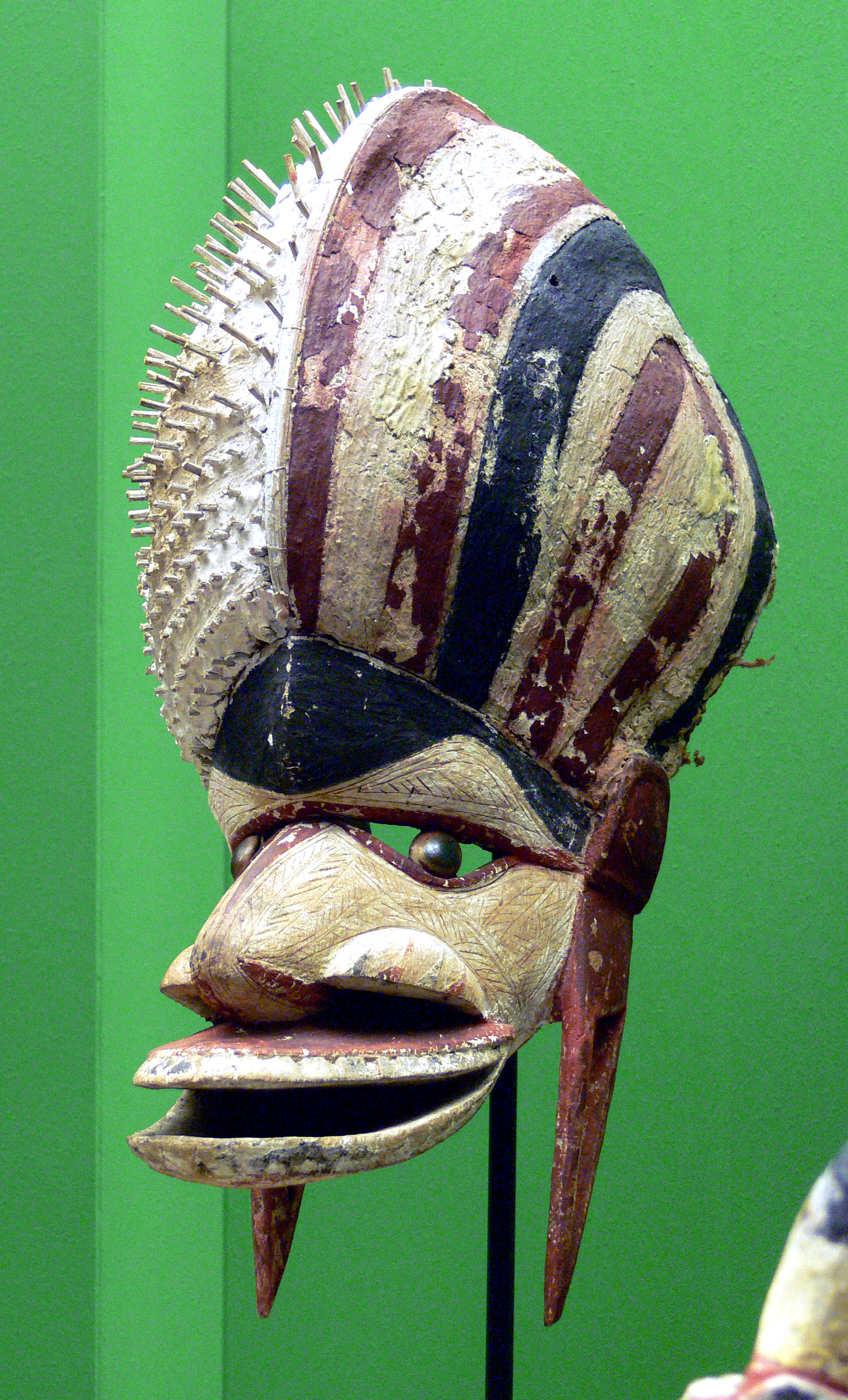
Ejemplo de máscara tatanua (Museo etnológico de Berlín).

Máscara tatanua o simplemente el tatanua, es un tipo tradicional de máscara hecha por los indígenas de la provincia de Nueva Irlanda, en Papúa Nueva Guinea. Las máscaras están hechas de madera y otros materiales naturales. Se utilizaron durante los ritos funerarios llamados malagán.

## Fabricación

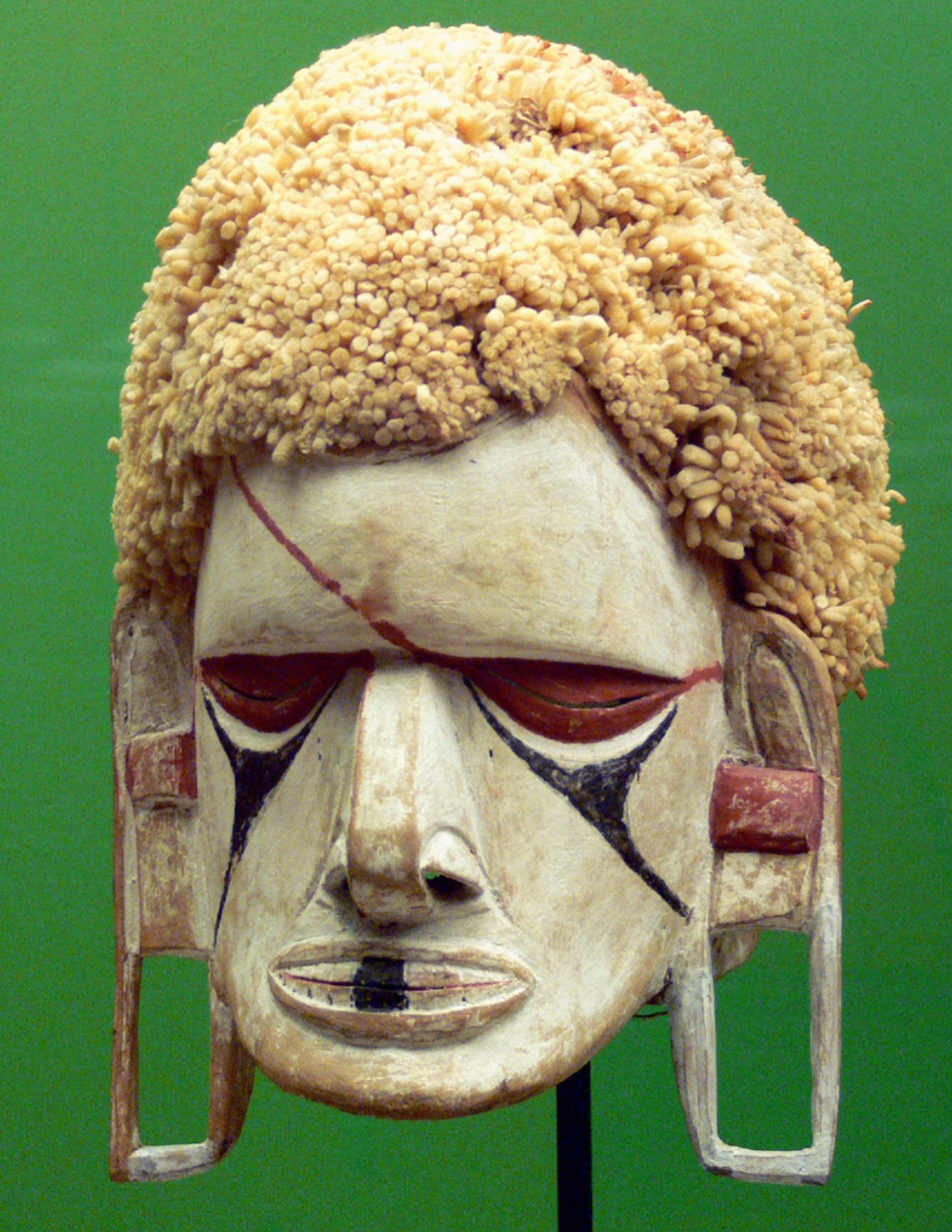
Las máscaras tatanua tienen diversos estilos y modelos.

Las máscaras de tatanua se tallan generalmente en madera de alstonia y luego se completan y decoran con fibra de caña de azúcar, lana u otros pelos de animales. La cara está coloreada con tiza y otros colorantes naturales. Las del tipo de pelo alto se realizan sobre una estructura de caña una vez recubierta de corteza o, más tarde, de tela importada. Además del tejido, algunas máscaras también incorporan agentes abrillantadores importados, que teóricamente hacen que las superficies sean ligeramente de color blanco azulado.
Las máscaras se identifican a menudo por sus lóbulos perforados y su boca prominente, generalmente esculpida como si estuviera abierta. También pueden identificarse por el diseño asimétrico de su tocado: la máscara se deja calva en un lado para imitar la peluquería de la persona nativa que se afeita la cabeza para mostrar que está de luto.

## Uso ritual

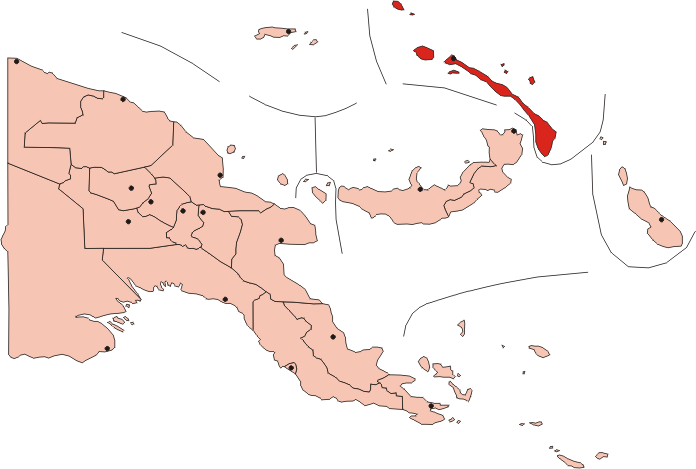
Nueva Irlanda, Papúa Nueva Guinea.

Las máscaras de Tatanua eran usadas por los bailarines rituales de Nueva Irlanda como parte de las ceremonias malagan. Estos ritos funerarios eran organizados por la familia del difunto en señal de respeto hacia él y para comunicarse con las deidades. También se utilizaron maniquís o estatuas que representaban el alma del difunto. Hechos para celebrar las cualidades de los difuntos, utilizaron símbolos antropomórficos donde se puede ver una representación del vínculo entre la gente de Nueva Irlanda, sus creaciones y el mundo del más allá espiritual que al final pasan. Los bailes se realizaban en grupos. Únicamente aquellos que eran respetados podían bailar, y era importante que los espectadores vieran la fuerza de la comunidad.
La fabricación de las máscaras esculpidas podía durar varios meses, por lo que podía pasar algún tiempo antes de que se celebrara la muerte del difunto. Las ceremonias habrían servido a la comunidad como medio para demostrar sus cualidades a sus vecinos, así como para conocer, acordar y cumplir el aspecto cultural de la muerte de uno de sus miembros.

## Ejemplos

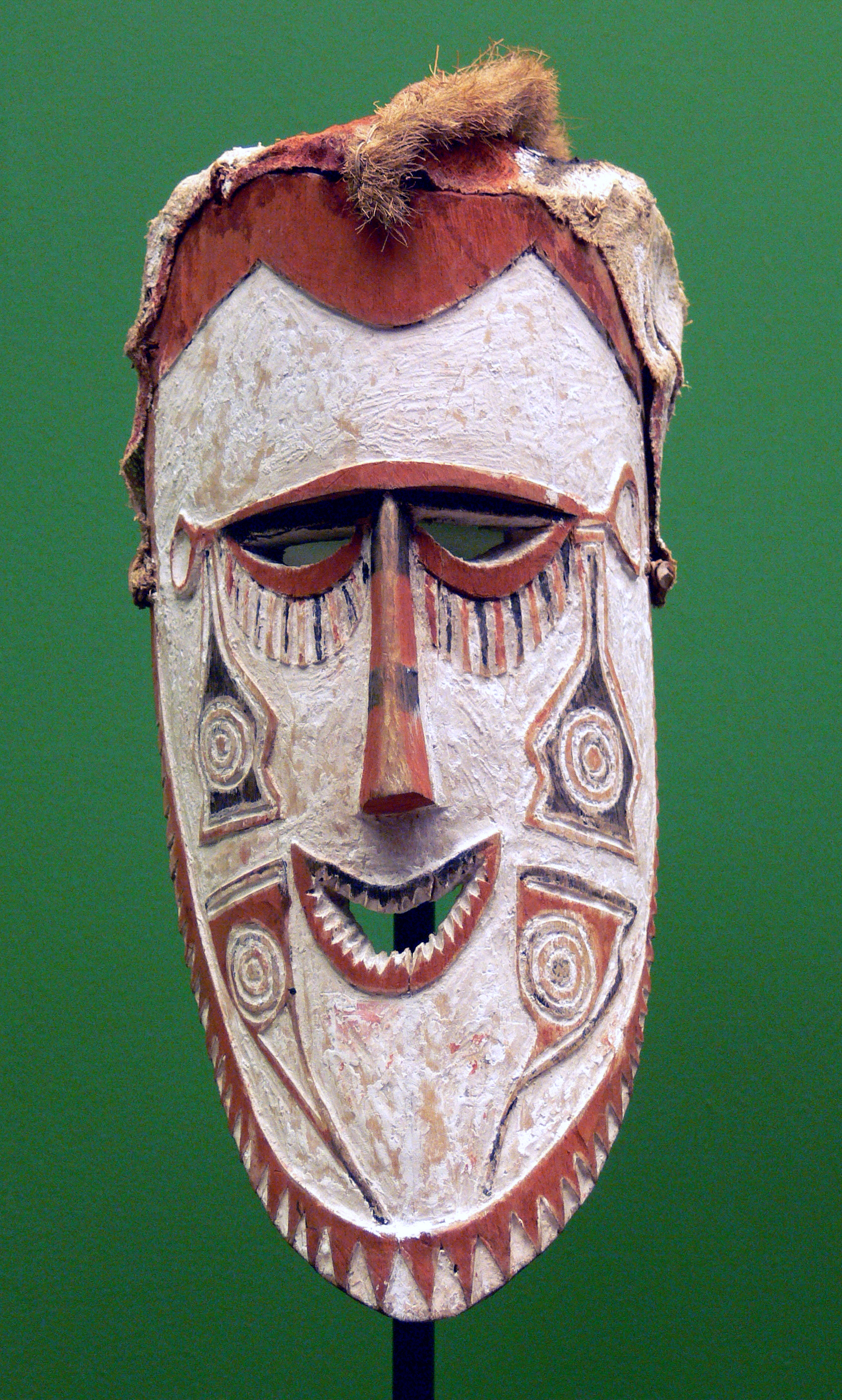
"Lorr" máscara procedente de Kait, Papúa Nueva Guinea se conserva en el Museo Etnológico de Berlín.

Se pueden ver ejemplos de este estilo de máscara  en varios museos o galerías de arte, entre ellos en el Museo de América de Madrid, el Museo Etnológico de Berlín, en el Derby Museum and Art Gallery de la ciudad de Derby, en Inglaterra, el Museo Británico de Londres, y el Museo de Arte de Indianápolis en Estados Unidos.